# Carol Thigpen-Miłosz
Carol Marie Thigpen-Miłosz (ur. 5 kwietnia 1944 w Sanford, zm. 16 sierpnia 2002 w San Francisco) – amerykańska historyk edukacji, doktor nauk humanistycznych, prodziekan College of Arts and Sciences na Emory University w Atlancie, od 1992 druga żona Czesława Miłosza.

## Życiorys
Pochodziła z amerykańskiego Południa. Urodziła się w Sanford na Florydzie w rodzinie zamożnych White Anglo-Saxon Protestants. Później mieszkała w Karolinie Południowej, Nowym Jorku i w Georgii. Doktoryzowała się z radykalnych teorii edukacji Randolpha Bourne’a i Johna Deweya. Była autorką kilku książek i opracowań z tej dziedziny. Zajmowała stanowisko prodziekana ds. studenckich na Uniwersytecie Emory. Jej pasją była fotografia.
Początkiem znajomości z Miłoszem było zaproszenie poety na wieczór autorski do Atlanty w 1982 r. Rok później Miłosz ponownie przyjechał do Atlanty na festiwal poetycki. Powoli rodziło się uczucie, choć żyła nadal pierwsza żona poety Janka, a Miłosz był związany z „Ewą” – przyjaciółką Carol. Dzieliło ją od niego czysto amerykańskie pochodzenie, protestanckie wychowanie, brak związków z Polską, różnica wieku (była młodsza o 33 lata od Miłosza), doświadczeń i mentalności. Łączyło zaś dzieciństwo spędzone na wsi, rytm życia (poranna kawa, przedpołudniowa praca, wspólne czytanie gazet, długie rozmowy), zainteresowanie religią.
Ślub kościelny w obrządku katolickim zawarli 1 października 1992 r. Wcześniej już żyli ze sobą, dużo podróżowali. Carol towarzyszyła mu w podróżach do Polski w 1989 i 1990 r. Po powrocie poety do Krakowa w 1993 r. zamieszkali przy ulicy Wojciecha Bogusławskiego 6, tuż przy Plantach, w pobliżu Wawelu, Rynku Głównego i Poczty Głównej, choć zimy nadal spędzali w swoim domu w Kalifornii. Na niedzielną mszę w języku angielskim Miłoszowie uczęszczali do małego zabytkowego kościółka Świętego Idziego pod Wawelem. Carol nie tylko prowadziła dom, ale była też doradcą, agentem i współpracownikiem poety. Tłumaczyła wraz z nim niektóre utwory na język angielski, negocjowała z wydawcami warunki kontraktów, sterowała ruchem dziennikarzy zabiegającym o wywiady, organizowała podróże, później opiekowała się chorym mężem.
Zmarła w wieku 58 lat w szpitalu The University of California San Francisco Medical Center (UCSF), w czwartek, 16 sierpnia 2002 r., o godz. 21.20 czasu kalifornijskiego, czyli w piątek, 17 sierpnia, o godz. 6.20 czasu europejskiego (różnica czasu wynosi 9 godzin). Przyczyną śmierci był tzw. zespół mielodysplastyczny (MDS), zaburzenia funkcjonowania szpiku kostnego i krwi. Mimo że lekarze odradzali 91-letniemu poecie długą podróż ze względu na stan jego zdrowia, Miłosz udał się do Stanów Zjednoczonych, by czuwać przy łóżku umierającej żony. Zapamiętał też jej ostatnie słowa: „Nie martw się Czesław. Miłość tam nas połączy”.

Zwłoki złożono 26 sierpnia 2002 w rodzinnym grobowcu na cmentarzu w Decatur, w hrabstwie DeKalb, które należy do obszaru metropolitalnego Atlanty w stanie Georgia. Mszę za duszę zmarłej w Newman Hall w Holy Spirit Paris (parafia Ducha Świętego) na Uniwersytecie Kalifornijskim w Berkeley odprawił ksiądz Al. Moser. W Polsce msze w jej intencji odprawiono 19 sierpnia w Kościele Środowisk Twórczych w Warszawie oraz 20 września w krakowskim kościele Świętej Anny z udziałem Miłosza i przyjaciół. We wspomnieniu pośmiertnym Miłosz napisał: 

Otrzymałem od Carol  najcenniejszy dar na świecie, jej nieustanną czułą miłość. Patrząc wstecz, uświadamiam sobie, jak bardzo byliśmy szczęśliwi. (…) Była ze mną i chroniła mnie przez swoją promienność, od mojego pesymizmu. (…) Pozostaje ona dla mnie personifikacją najbardziej szczodrego gatunku miłości.

Zmarłej żonie poświęcił Miłosz poemat „Orfeusz i Eurydyka”. W wierszu Tłumacząc Annę Świrszczyńską na wyspie Morza Karaibskiego z tomu Na brzegu rzeki wspominał:

Koło bananowców, na leżaku nad basenem / W którym Carol robi nago swoje pętle / Crawlem i klasycznym, przerywam jej / Pytając o synonim. I znów pogrążam się / W mruczącą polszczyznę, w rozpamiętywanie.